# Kurt Schröder (Mathematiker)

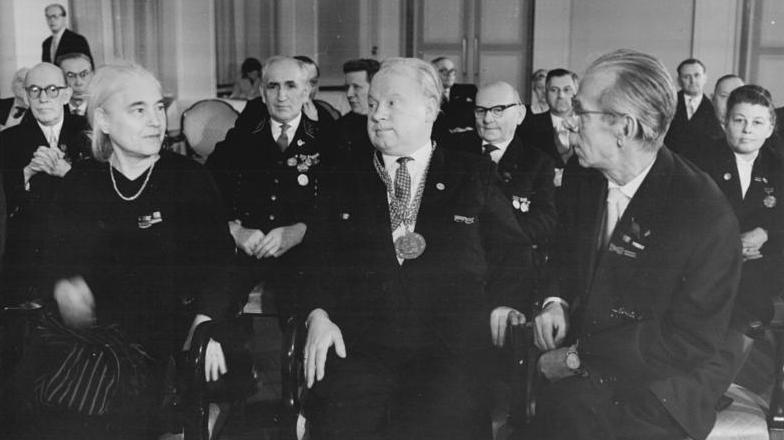
Erste Reihe: Kurt Schröder zusammen mit Anna Seghers und Otto Nagel (rechts) am 19. Dezember 1960 in Berlin

Kurt Erich Schröder (* 31. Juli 1909 in Berlin; † 7. Juli 1978 ebenda) war ein deutscher Mathematiker, Professor und Rektor an der Humboldt-Universität Berlin.

## Leben
Schröder war der Sohn eines Eisenbahnarbeiters und besuchte bis 1928 das Köllnische Gymnasium in Berlin. Noch während der Schulzeit hörte er Mathematik-Vorlesungen, zum Beispiel von Erhard Schmidt. Er studierte an der Universität Berlin als Stipendiat der Studienstiftung des Deutschen Volkes Mathematik und Physik, nachdem er ursprünglich hatte Biologie studieren wollen. Er war Mitglied des sozialistischen Studentenbundes. Er hörte unter anderem bei Issai Schur, John von Neumann, Richard von Mises, Erwin Schrödinger, Ludwig Bieberbach und Herbert Feigl. 1933 wurde er bei Erhard Schmidt promoviert (Einige Sätze aus der Theorie der kontinuierlichen Gruppen linearer Transformationen). Nach der Promotion war er Assistent am Mathematischen Institut und übernahm nach der Emigration von Feigl in die USA dessen Einführungskurse in die Mathematik. Ab 1937 war er wissenschaftlicher Mitarbeiter an der Deutschen Gesellschaft für Luftfahrt in Berlin-Adlershof, wo er bis 1945 blieb. 1937 trat er der NSDAP bei, habilitierte sich 1939 (Über k-parametrige Matrizengruppen) und war danach nebenbei Dozent an der Universität Berlin. 1974 emeritierte er.
Nach dem Krieg wurde er 1946 Professor an der Humboldt-Universität und hatte ab 1947 den Lehrstuhl für Angewandte Mathematik und war Direktor des II. Mathematischen Instituts. Er förderte dort neben Numerischer Mathematik und Anwendungen der Mathematik in den Wirtschaftswissenschaften (Operations Research, Statistik, Kybernetik usw.) den Aufbau eines Rechnerzentrums (ab 1964, später selbständiges Institut der Akademie der Wissenschaften). 1951 bis 1959 war er Prorektor für Forschung und danach bis 1965 Rektor der Humboldt-Universität. Ab 1959 leitete er das Institut für Angewandte Mathematik und Mechanik der Deutschen Akademie der Wissenschaften (DAW) und 1971 das neu gebildete Zentralinstitut für Mathematik und Mechanik (ZIMM) der Akademie der Wissenschaften.
1951 wurde er ordentliches Mitglied der Deutschen Akademie der Wissenschaften. Er leitete dort später die Angewandte Mathematik, während Josef Naas die Reine Mathematik leitete. Seit 1957 war er Mitglied des Forschungsrats der DDR. 1962 war er Gründungsmitglied und Vorsitzender der Mathematischen Gesellschaft der DDR. Er war auch Vorsitzender des Nationalkomitees Mathematik der DDR.
1956 erhielt er den Nationalpreis der DDR, 1959 den Vaterländischen Verdienstorden in Silber und 1960 in Gold; außerdem erhielt er die Ehrennadel der Gesellschaft für Deutsch-Sowjetische Freundschaft in Gold.
Er befasste sich vor allem mit Anwendungen der Analysis in der Physik, zum Beispiel in der Aerodynamik - Tragflügeltheorie und damit verbunden der Grenzschichttheorie (Theorie der Integralgleichungen, numerische Lösung mit Differenzenverfahren) von Ludwig Prandtl. In der Angewandten Mathematik sah er sich in der Nachfolge seines von den Nationalsozialisten vertriebenen Lehrers Richard von Mises. Ein weiteres Forschungsgebiet war Elastizitätstheorie.
Er war seit 1937 verheiratet und hatte einen Sohn und eine Tochter.

## Schriften
- als Herausgeber: Mathematik für die Praxis, 3 Bände, Akademie Verlag 1964